# Ponkvica
Ponkvica – wieś w Słowenii, w gminie Šentjur. W 2018 roku liczyła 37 mieszkańców.